# Список умерших в 595 году

## Сентябрь
- 2 сентября — Иоанн IV Постник, Константинопольский патриарх (582—595).

## Дата смерти неизвестна или требует уточнения
- Абас, первый католикос Кавказской Албании.
- Ишояб I, патриарх церкви Востока (582—595).
- Оуэн ап Уриен, правитель государства Регед, прототип Ивейна, персонажа средневековых романов о короле Артуре.
- Рустик Фьезольский, католический церковный деятель, епископ Фьезоле.
- Хильдеберт II, король франков из династии Меровингов.
- Эвин, герцог Тренто (569/574—595).